# KAMEプロジェクト
KAMEプロジェクト（かめプロジェクト）は、IIJ、NEC、東芝、日立、富士通、横河電機(五十音順)各社による共同研究プロジェクト。BSD系OS(FreeBSD, OpenBSD, NetBSD)上にIPv6を中心としたインターネット技術の標準コードを実装することを目的として、1998年に始まった。
KAMEの実装はBSDライセンス下で自由ソフトウェアとして公開され、現在までに各BSD UNIXのIPv6スタックとして採用されており、さらにルータベンダなどにも採用されている。
KAMEプロジェクトは、USAGIプロジェクトやTAHIプロジェクト同様にWIDEプロジェクト傘下のプロジェクトで、特にこれらのプロジェクトとは密接に関係して活動している。
「KAME」という名前は、かつてはKAMEプロジェクトの本拠地のあった藤沢市刈込(かりごめ)の略と言われた頃もあったが、実際は、KAMEプロジェクトが始まる直前に行われた合宿で、開発エンジニアの一人itojunが、どうしてもとれないバグに悩まされていたときに、そばにあった亀のぬいぐるみに「かめさん助けて」といって抱きついて、その後無事にバグがとれたことに由来している。現在でも、KAMEのオフィスには様々な大きさの亀のぬいぐるみやおもちゃが飾られているし、かつては「KAMEプロジェクト」のタグをつけたぬいぐるみを販売していたこともある。(現在は在庫がつきたため販売は中止)
KAMEプロジェクトのWebサイトのトップページには亀の画像があり、IPv6でアクセスすると、手足を動かすアニメーションをするようになっている。
このページは、IPv6で通信可能かどうかを判別する手段として広く知られており、「亀が踊る (the dancing kame)」と呼ばれる。
一期2年として、四期8年にわたって活動を続けてきたが、IPv6の基本規格の実装はほぼ安定したということで、2005年11月、「KAMEプロジェクト完成宣言」が行われ、2006年3月をもって活動を終了することが発表された。
公式な活動終了後も、CVSリポジトリやwebページは維持され、毎週月曜日にそのときのソースをarchiveしたsnapshotと呼ばれるtarballも公開され続けている。

## 成果
KAMEプロジェクトの主な成果は以下の通り
BSD標準IPv6スタックFreeBSD, NetBSD, OpenBSDおよびそれらの派生OSでのIPv6スタック
BSD標準IPsecスタックFreeBSD, NetBSDでのIPsecスタック。OpenBSDは独自のIPsecを持っているほか、他のBSDでも暗号ハードウェアを生かすために別のIPsec(Fast IPsecと呼ばれる)に置き換える動きがある。
鍵交換デーモン racoonIKEv1を行うための鍵交換デーモン。後にUSAGI, IPsec-toolsなどを通じて、linuxでも使われるようになった。
MobileIPv6, NEMO実装SHISAMobile IPv6, NEMO(Network mobility) basic protocolをサポートする。